# Derby dell'Appennino
Il derby dell'Appennino è il nome con cui viene identificata la partita di calcio tra le due principali squadre di club situate sui versanti opposti dell'Appennino settentrionale: il Bologna e la Fiorentina.

## Storia

### Dagli anni 1920 agli anni 1930

Il Bologna campione d'Italia 1928-29, allenatore Hermann Felsner.

La sfida è iniziata alla fine degli anni venti, precisamente nel 1928, le due città coinvolte, Bologna e Firenze. Sono molto vicine geograficamente, neanche 100 km, pur trovandosi in regioni diverse i cui confini sono delimitati dallo spartiacque dell'Appennino Tosco-Emiliano, che separa anche le due rispettive province.
Il primo incontro ufficiale si disputò a Firenze, nello Stadio di via Bellini il 25 novembre 1928, in Divisione Nazionale (Serie A): Fiorentina-Bologna 2-3 (gol di Schiavio, Bandini, Schiavio, Meucci, Schiavio). Il secondo incontro ufficiale il 21 aprile 1929, il club di Bologna vinse 3-0 (gol di Perin, Della Valle, Baldi). In questa stagione il Bologna vincitrice del suo secondo scudetto, la Fiorentina si piazzò al 16º posto (retrocessa in Serie B).
Nel 1930-1931, il Bologna 3º in Serie A, Il club di Firenze vinse la Serie B.
Nella Serie A 1931-1932, l'allenatore del Bologna Hermann Felsner decise di andare ad allenare la Fiorentina, Felsner vuole in viola due suoi pupilli rosso-blu, l'attaccante Antonio Busini e il mediano Alfredo Pitto. Mentre l'attacco del Bologna patisce per il ritiro di Giuseppe Della Valle, la Fiorentina ingaggia l'uruguaiano della Celeste Pedro Petrone (detto l'artillero), che pretende come suo appoggio il connazionale Raffaele Sansone.
Il Bologna concede a Felsner Busini e Pitto, ma in cambio chiede Sansone, il nuovo allenatore della squadra del Bologna diventa József Nagy. Quello che prese il via il 20 settembre 1931 fu il campionato d'esordio in Serie A per la Fiorentina di Petrone, cinque vittorie consecutive rilanciarono la Juventus, che si fece però imporre il pari dal Bologna nello scontro diretto del 6 dicembre e assistette alla conseguente fuga dei rossoblù, vincitori del titolo d'inverno il 24 gennaio 1932 con tre punti di vantaggio. Le due rivali facevano il vuoto alle loro spalle; a ravvivare la corsa per le posizioni fu soprattutto il brio dell'esordiente Fiorentina di Petrone. La viola perse i due incontri decisivi contro i rossoblù, a Firenze perse 3-1 e a Bologna 2-1; nella classifica finale il Bologna si piazzò al 2º posto e la Fiorentina al 4º, i due capocannonieri del torneo l'italiano Angelo Schiavio (del Bologna) e l'uruguaiano Pedro Petrone (della Fiorentina). Il Bologna nel 1932 vinse il suo primo trofeo internazionale la Coppa dell'Europa Centrale (prima squadra italiana a vincere una competizione internazionale).
Nel campionato di Serie A 1932-1933, il Bologna si piazza al 3º posto, la compagine viola quinta in classifica. A Bologna il 13 novembre 1932, finisce 1-1 gol di Petrone 17' e Sansone 30', il 16 aprile 1933 a Firenze la Fiorentina vinse per la prima volta i rosso-blu, 1-0 al 78' gol di Borel I.

Il Bologna in posa con la Coppa dell'Europa Centrale del 1934.

Fiorentina e Bologna nel 1933-1934 si classificano al 6º e 4º posto, 3-0 per i gigliati in casa (15' Viani II, 49' rig., 87' Prendato) e 0-0 dai felsinei. I petroniani, per la seconda volta, sono vincitori della Coppa dell'Europa Centrale, capocannoniere con 10 gol fu Carlo Reguzzoni (del Bologna).
Quello del 1934-1935 fu un campionato che ha visto la Fiorentina vera protagonista. Dopo ben 11 vittorie e 2 pareggi, subì la prima sconfitta sul campo del Bologna alla tredicesima giornata (il 20 gennaio 1935 2-1, 22' Gringa, 61' Maini, 69' Fedullo). Laureatasi campione d'inverno, il 3 febbraio, la squadra viola non riesce a ripetersi nel girone di ritorno e finirà terza in classifica, la squadra gigliata fallisce la prima volata scudetto della sua storia. Il 19 maggio a Firenze vinse i rosso-blu gol di Viani al 63'. Il 16 giugno 1935, i gigliati giocarono la prima gara ufficiale a livello internazionale, vincendo a Budapest il Újpest, in Coppa dell'Europa Centrale (arriva ai 4° di finale).
Il Bologna vinse per due anni di seguito lo scudetto nel 1935-1936 e 1936-1937 e il Torneo Internazionale dell'Expo Universale di Parigi. Fu una competizione calcistica per club organizzata nella primavera del 1937 in Francia, in concomitanza con l'omonima esposizione parigina. Considerando l'importanza delle nazioni partecipanti – tra cui la prima volta ufficiale di un club degli allora "maestri" inglesi, inventori del football moderno, questo torneo ha contribuito allo sviluppo delle manifestazioni calcistiche a livello continentale. La Fiorentina arriva per la prima volta in semifinale della Coppa Italia 1935-1936. Nella Serie A 1937-1938 la squadra toscana retrocede in Serie B, l'anno dopo i viola vinsero il campionato Serie B 1938-1939, e il Bologna diventarono di nuovo campione d'italia nella Serie A (5º titolo).
Nella Serie A 1939-1940 il club di Bologna si piazza al 2º posto, le due squadre si incontrano a Firenze il 15 ottobre 1939 dove i toscani vinsero 1-0. A Bologna i felsinei si impongono il 18 febbraio 1940 3-2, in questa stagione per la prima volta la Fiorentina vinse la Coppa Italia.

### Anni 1940

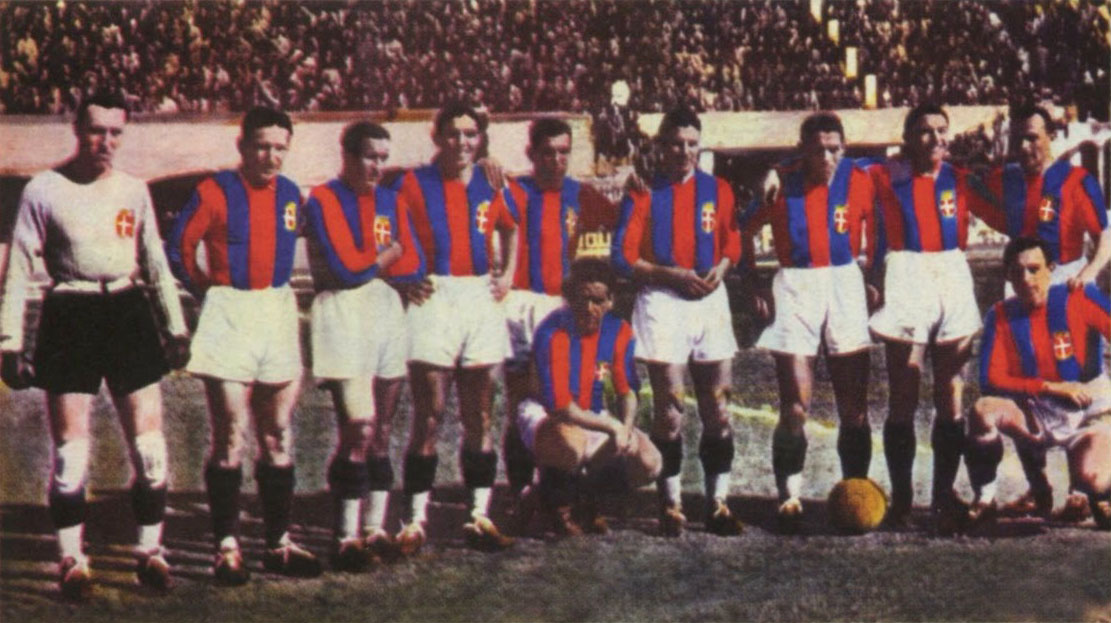
I giocatori del Bologna, campioni d'Italia nel 1936-1937. I rosso-blu dal 1924-25 al 1940-41 vinsero sei scudetti.

Il primo vero derby comincia nella Serie A 1940-1941, per il primato dello scudetto, dopo il Genova dell'anno precedente, fu un'altra squadra convertita al Sistema a dominare le prime giornate, ovvero la Fiorentina di Giuseppe Galluzzi che arretrò Bigogno in difesa e si affidò alla vena di Menti; all'ottavo turno i viola furono superati dai regolari felsinei, squadra dall'età media piuttosto alta ma sospinta da un trio d'attacco, Biavati-Reguzzoni-Puricelli in grande spolvero. Si incontrano il 5 gennaio 1941 e il Bologna vinse 5-3 (26' Reguzzoni (B), 29' Puricelli (B), 39' Andreolo (B), 47' Puricelli (B), 51' Biavati (B), 25' aut. Pagotto (B), 76' Di Benedetti (F), 86' Menti F). Sul finire del girone d'andata i rossoblù ritrovarono a lottare per il vertice la consueta duellante, l'Ambrosiana, ma conclusero comunque il girone d'andata con due punti di vantaggio sui nerazzurri. Sul fondo si dimenavano Roma e Lazio. Nel girone di ritorno i petroniani mantennero la loro marcia costante, ma il 20 aprile 1941 per poi rafforzare il primato in modo clamoroso con il 5-0 inflitto all'inseguitrice nello scontro diretto del 30 marzo; ma il 20 aprile a Firenze il Bologna persero 3-0 (32', 66' Penzo (F), 87' Koenig F). Il 27 aprile i bolognesi vinsero matematicamente il loro sesto titolo, il quarto in sei anni, vinto con disarmante tranquillità in una stagione generalmente poco brillante ed emozionante. Puricelli fu per la seconda volta capocannoniere con ventidue reti (dodici segnate di testa), mentre Ferrari vinse il suo ottavo scudetto, primato condiviso con Virginio Rosetta e Giuseppe Furino.
Nella Serie A 1941-1942, il 25 gennaio il Bologna vinse a Firenze 5-2 (gol 27' Valcareggi (F), 40' Biavati (B), 48' Degano (F), 64', 74' Puricelli (B), 85' Biavati (B), 90' Arcari IV B). Il 7 giugno, la Fiorentina si impose nel campo dei bolognesi per 3-2 (reti di Penzo 1' (F), 20' Puricelli (B), 51' Gei (F), 71' rig. Reguzzoni (B), 53' Gei F). I rosso-blu chiudono il campionato al 7º posto con due punti in più dei toscani.

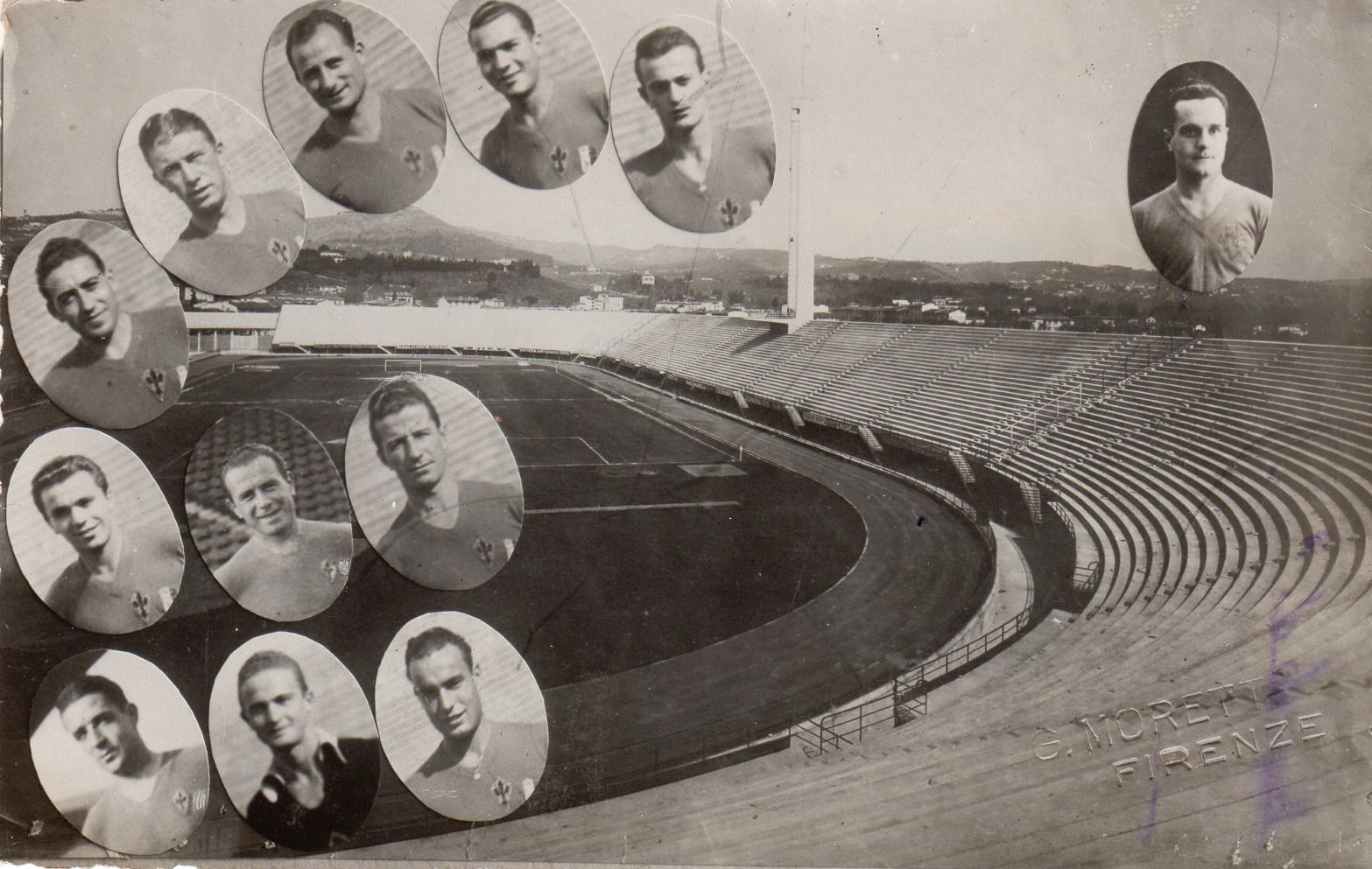
I volti dei giocatori della Fiorentina sullo sfondo dell'allora Stadio Berta; a due anni dal ritorno in Serie A, i gigliati conquistarono un onorevole terzo posto nel campionato del 1940-1941.

Nel campionato 1942-1943, per la prima volta, i due club terminarono al 6º posto con il Milan. Nonostante la guerra ed i bombardamenti che colpiscono l'Italia intera, si cerca di fare di tutto per proseguire il torneo ed in qualche maniera ci si riesce. Nella serie A il Bologna vinse gli incontri contro i gligliati, il 6 dicembre 3-1 e il 21 marzo 1-0.
Nel 1943-1944-1945, il campionato nazionale di calcio viene interrotto, al suo posto le Federazioni organizzano vari campionati a carattere locale. Il Bologna vinse il Campione d'Emilia e la Fiorentina il Campionato toscano di guerra manifestazioni calcistica, disputata in Emilia-Romagna e Toscana, alla fine della seconda guerra mondiale.
Dopo la seconda guerra mondiale, le due squadre si incontrano nella Serie A 1946-1947, entrambe le sfide finirano con un pareggio 0-0 il 2 febbraio e 1-1 il 6 luglio. Nel campionato 1947-1948 la Fiorentina termina al 7º posto con un punto in più del Bologna. Il 23 novembre giocarono a Firenze, la partita finisce 1-1 con gol al 43' di Suppi (F) e 58' di Cappello (B), nel ritorno a Bologna il 25 aprile i petroniani vinsero 1-0 con rete di Biavati 75'.
L'anno dopo le due squadre si piazzarono al 7º e 8º posto (tre i punti di distacco) un pareggio 0-0 il 28 novembre, e una vittoria per la squadra viola per 1-0 il 10 aprile gol al 44' di Zoppellari. Nella Serie A 1949-1950, il 23 ottobre la squadra di firenze vinse 3-0 (gol al 35' Dalla Torre, 40' Nagy, 88' Galassi), e il 26 febbraio il Bologna si impose 2-1 con gol al 2' Janda (F), 18' Cervellati (B), 45' Capello (B). Un 5º posto per la Fiorentina e un 15º posto per i felsinei.

### Anni 1950
Nella Serie A 1950-1951, conclusero il campionato con solo tre punti di distanza, nel primo incontro stagionale il 3 dicembre i viola vinsero in casa dei rossoblù 0-1 gol al 40' di Dalla Torre. Il ritorno il 22 aprile Fiorentina-Bologna si concluse 2-1 con rete al 10' di Nagy (F), 18' Gritti (B), 40' rig. di Pandolfini (F).

Gli incresciosi fatti di Legnano-Bologna del 3 febbraio 1952

Il campionato 1951-1952 la stagione dei gigliati finirà al quarto posto manco a dirlo dietro Juventus, Milan e Inter. Malgrado la posizione finale i viola sono ormai consacrati tra le grandi del calcio italiano, basti pensare alla vittoria casalinga con l'Inter 5-0 e col Milan 1-0. I petroniani finiscono al 16º posto con uno scontro salvezza contro il Legnano, tornato in Serie A dopo ventuno anni e protagonista di un brutto episodio di cronaca: alla prima di ritorno, il 3 febbraio 1952, l'arbitro veronese Bruno Tassini – che diresse i lilla nella partita contro il Bologna, vinto dai rossoblù con un rigore a pochi minuti dalla fine – ricevette dapprima un ceffone da ignoti tra il pubblico legnanese che tracimò inviperito in campo, fatto che portò alla sospensione della gara, e in seguito fu aggredito alla stazione centrale di Milano da sette tifosi lombardi, che finirono per ruppergli otto denti; la squadra lilla subì lo 0-2 a tavolino nonché una pesante squalifica del campo e, già ultima dopo il girone d'andata, vide irrimediabilmente compromesso il suo campionato. La Fiorentina vinse le due partite giocate contro i bolognesi, il 7 ottobre (3-0 gol all'8' di Ekner, 30' Roosemburg, 80' Eknere) e il 9 marzo a Firenze (1-0 al	72' di Lefter).
Il Bologna nel campionato di Serie A 1952-1953, il 30 novembre pareggia 1-1	a Firenze (37' Mariani (F), 50' Campatelli B), e vinse in casa il 5 aprile 2-1 rete al 7' di Cervellati (B), 12' rig. Cervato (F), 88' Cervellati (B). Chiudono il campionato 5º e 7º posto. La stagione 1953-1954 vede la Fiorentina iniziare il campionato a spron battuto, vincendo e giocando un buon calcio, anche grazie al nuovo allenatore, arrivato l'anno precedente a stagione in corso, Fulvio Bernardini, che rimarrà ad allenare la Fiorentina per quasi cinque anni. I viola sono campioni d'inverno, con 25 punti ottenuti in 17 partite disputate, ma crollano nelle ultime dieci giornate in modo disastroso, nonostante il neo acquisto svedese Gunnar Gren, sorpresa del campionato, e l'italiano Guido Gratton. A fine campionato arriva prima l'Inter, seconda la Juventus, terzo il Milan e la Fiorentina che finisce a pari punti con i rossoneri, ma in questa stagione si torna a far parte del meglio del calcio italiano e ad insidiare le tre più forti squadre. I punti di differenza con il Bologna sono otto, in casa dei felsinei finisce 1-1 le reti al 62' di Mariani (F) e 85' di Ballacci (B) (il 25 ottobre), a Firenze i rossoblù si impongono 1-3, 43' Gratton (F), 56' Cappello (B), 77' Bonafin (B), 84' Cervellati (B) (il 14 marzo).

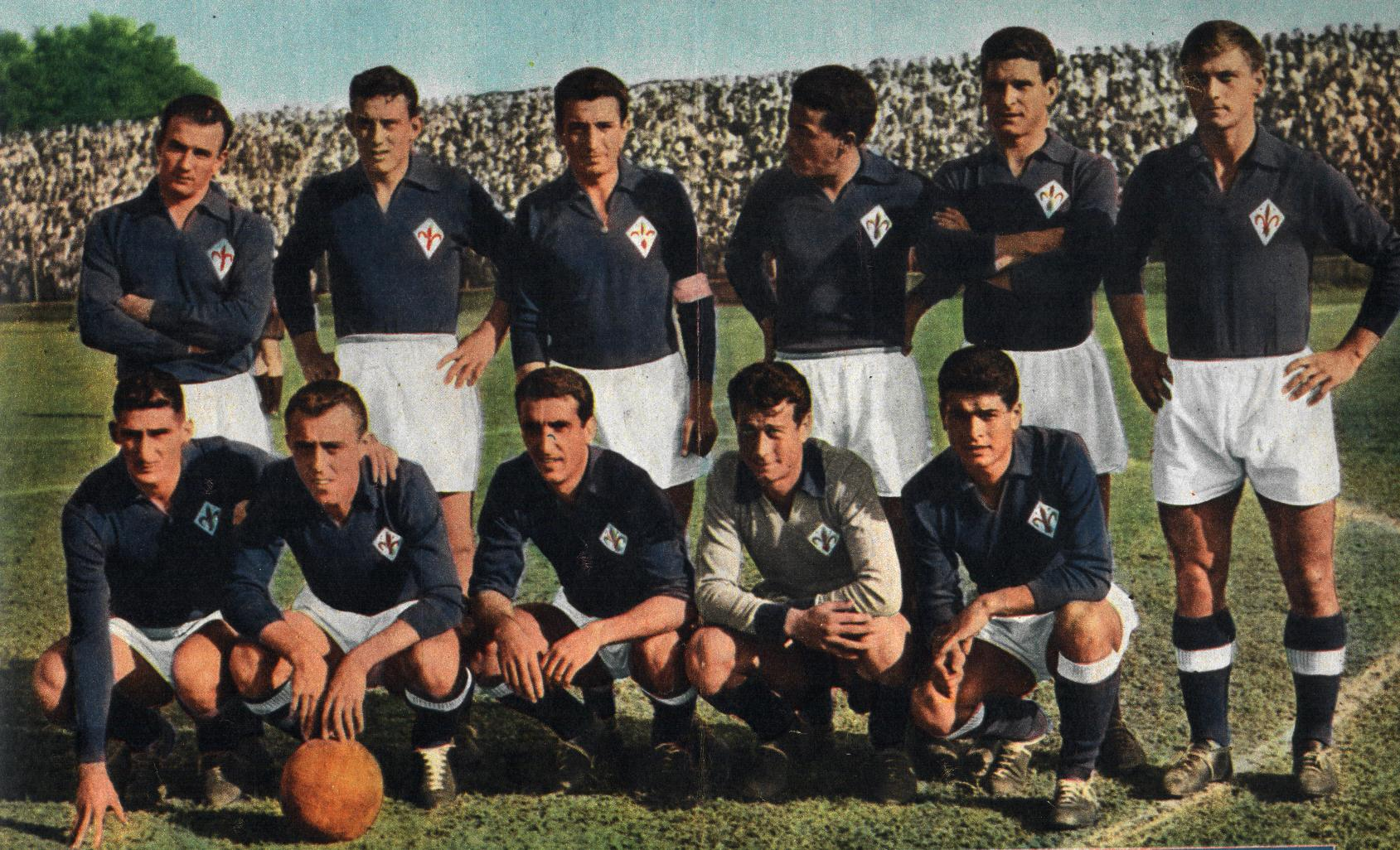
La formazione viola campione d'Italia 1955-1956.

Nella Serie A 1954-1955, un solo punto di differenza tra le due squadre (4º e 5º posto), il 2 gennaio i viola persero 0-2 a seguito di giudizio sportivo (a Firenze) e vinsero 0-2 il 15 maggio (a Bologna, 60' Segato, 80' Virgili).
Il 1956 fu l'anno del primo Scudetto per la Fiorentina: il trionfo della squadra viola interruppe il dominio delle cosiddette "tre grandi" (Inter, Juventus e Milan) che durava da ormai prima della guerra. Issatasi in testa all'ottava giornata, la squadra toscana mantenne il primo posto sino alla fine del torneo: l'ultima avversaria ad arrendersi fu il Milan, che terminò al secondo posto con 41 punti, contro i 53 della Fiorentina. Il titolo fu vinto il 6 maggio, con ben cinque turni di anticipo, il 16 ottobre 1955 i gigliati vinsero il Bologna 0-2, 84' Virgili, 86' Cervato rig. (giocata a Bologna, i rossoblù si piazzarono al quinto posto), e un pareggio l'11 marzo a Firenze 0-0.
Secondo e quinto posto nel campionato 1956-1957, La Fiorentina partecipò alla Coppa dei Campioni, fu la seconda edizione del massimo torneo continentale di calcio, e vide la partecipazione di 22 squadre, di cui 21 campioni nazionali più il Real Madrid detentore della coppa. I viola campione d'Italia del 1956, diventano la prima società italiana a disputare la finale: l'incontro vide una sconfitta per 2-0 contro il Real Madrid, campione continentale in carica, con le due reti segnate al 69' e al 76' minuto di gioco. Alcune settimane prima, il club aveva messo in bacheca la Coppa Grasshoppers, fu una competizione internazionale di calcio per club, si svolse in un'unica edizione durata cinque anni (il torneo non è mai stato riconosciuto come ufficiale dalla UEFA). Vittoriosa in classifica con un turno d'anticipo, la conquista di questo trofeo rappresentò per la Fiorentina la prima vittoria in una competizione internazionale per club. Orlando Rozzoni, con 6 reti risultò il capocannoniere del torneo. In Serie A il 21 ottobre il Bologna perse con i viola 2-1, 40' Cervellati (B), 68' Montuori (F), 80' Gratton (F). A Bologna il 10 marzo si giocò una bella partita all'11' aut. Rosetta (B), 27' Virgili (F), 44' rig. Cervellati (B), 89' Julinho (F).
Nella Serie A 1957-1958, la Fiorentina si piazzò al secondo posto e il Bologna al sesto, il club viola vinse sia a Bologna che a Firenze, 0-3 22' Gratton, 47' Lojacono, 49' Montuori (campo di Bologna 22 settembre) e 2-1 4' Pascutti (B), 13' Julinho, 20' Virgili (campo di Firenze 9 febbraio). La squadra gigliata arrivò in finale della Coppa Italia 1958. Secondo e decimo posto nella Serie A 1958-1959, ricordiamo che in questa stagione la Fiorentina, con 95 marcature all'attivo, stabilì il nuovo record ancora imbattuto per i campionati a 18 squadre. Il 23 novembre per la prima volta a Firenze la squadra viola vinse 6-3 contro i petroniani, al 8' Montuori (F), 9' Lojacono (F), 11', 12' rig. Pivatelli (B), 15' rig. Cervato (F), 18' Petris (F), 54' Pivatelli (B), 60' Hamrin (F), 73' Lojacono (F): a Bologna un secco 4-0 22', 71', 78' Petris, 85' Hamrin era il 5 aprile (in totale i gol gligliati sono 10). Per ben 4 anni la Fiorentina finisce al 2º posto nella classifica di serie A, il 4 ottobre 1959 il Bologna vinse in casa 3-1. I gol al 16' di Orzan (F), 53' Pascutti (B), 82', 84' Pivatelli (B), fuori casa la Fiorentina il 21 febbraio 1960 batte i bolognesi 2-1 4' rig. Hamrin (F), 53' Pivatelli (B), 79' Lojacono (F). 5º posto finale per il Bologna, la viola perse la finale di Coppa Italia 1959-1960.

### Dagli anni 1960 a oggi

La festa della Fiorentina dopo la vittoria nell'edizione inaugurale del 1960-1961, della Coppa delle Coppe.

Nella Serie A 1960-1961, tra Bologna e Fiorentina i punti di distanza erano sei (7º e 9º posto), il 15 gennaio allo Stadio Comunale la viola vinse 3-1, nel ritorno allo Stadio Renato Dall'Ara le due squadre pareggiarono 3-3 era il 21 maggio gol di 3' 21' Pascutti (B), 29' Milan (F), 38' Hamrin (F), 71' Vinicio (B), 74' Hamrin (F). Nel Coppa Italia La Fiorentina piega la Lazio per 2-0 nella finale disputata davanti al proprio pubblico l'11 giugno 1961. Luigi Milan e Gianfranco Petris diventano capocannoniere della Coppa, con 4 gol. I gigliati partecipano alla Coppa delle Coppe 1960-1961, organizzata dal comitato della Coppa Mitropa, fu la prima edizione del torneo dedicato alle squadre vincitrici delle coppe nazionali; questa non vide l'organizzazione diretta della UEFA, e venne riconosciuta ufficialmente dalla confederazione calcistica europea nell'ottobre del 1963 su richiesta di Artemio Franchi, allora presidente della FIGC. La Fiorentina, il 27 maggio 1961, vince il suo primo trofeo europeo riconosciuto dalla UEFA, contro i Rangers Glasgow. Kurt Hamrin diventa capocannoniere della Coppa delle Coppe 1960-1961, con 6 gol. La formazione fiorentina, vincitrice della Coppa delle Coppe, divenne il primo club italiano a conquistare una competizione UEFA nonché a conseguire un double continentale; nell'occasione fu inoltre la prima squadra europea ad abbinare, nella stessa stagione, la Coppa delle Coppe alla Coppa nazionale. Nel 1961 i rossoblù vinsero la Coppa Mitropa.
Nella Serie A 1961-1962, un punto di distanza tra i due club in campionato (3º e 4º posto), la Fiorentina vinse tutte e due gli incontri, a Bologna 3-0 e a Firenze 1-0. Nella stessa stagione i rossoblù persero la finale di Coppa Mitropa, mentre i gigliati persero quella di Coppa delle Coppe.

Il Bologna con la Coppa Mitropa 1961.

Per le grandi squadre l'inizio del campionato di Serie A 1962-1963 non fu particolarmente esaltante; dei tentennamenti di Inter e Milan e dei rovesci di Juventus e Fiorentina (rimontata dal redivivo Modena al debutto) approfittarono la sorpresa SPAL e, soprattutto, il Bologna che, in testa a partire dalla sesta giornata, respinse i tentativi di aggancio da parte del Torino e del vivace Catania. A novembre toccò alla ritrovata Juventus, che nelle prime giornate era partita male (un punto in tre gare), tentare e riuscire nell'aggancio ai rossoblù. Il 23 dicembre i bianconeri vennero però sopraffatti dall'Inter, che vinse lo scontro diretto. Un doppio pareggio intralciò la corsa nerazzurra e, il 13 gennaio, fu la Juve a terminare il girone d'andata in testa con un punto di vantaggio sui rivali, due sul Bologna e quattro sulla Lanerossi Vicenza. Il capocannoniere fu Harald Nielsen dei petroniani, con 19 reti, Kurt Hamrin 15, il 23 dicembre a Firenze i toscani vinsero 3-1 gol al 16' di Haller (B), 34' Seminario (f), 41' Petris (F), 64' Hamrin (F). A Bologna i veltri il 28 aprile, si vendicano del 3-1 di Firenze, il risultato finale un 2-1 reti di 4' Marchesi rig. (B), 44' Perani rig. (B), 70' Rimbaldo aut.(B). Un 4º posto in campionato del Bologna con 42 punti, per la Fiorentina 6º posto con punti 38. I felsinei persero la finale della Coppa Mitropa, Hamrin con otto gol risulta il miglior marcatore del torneo.

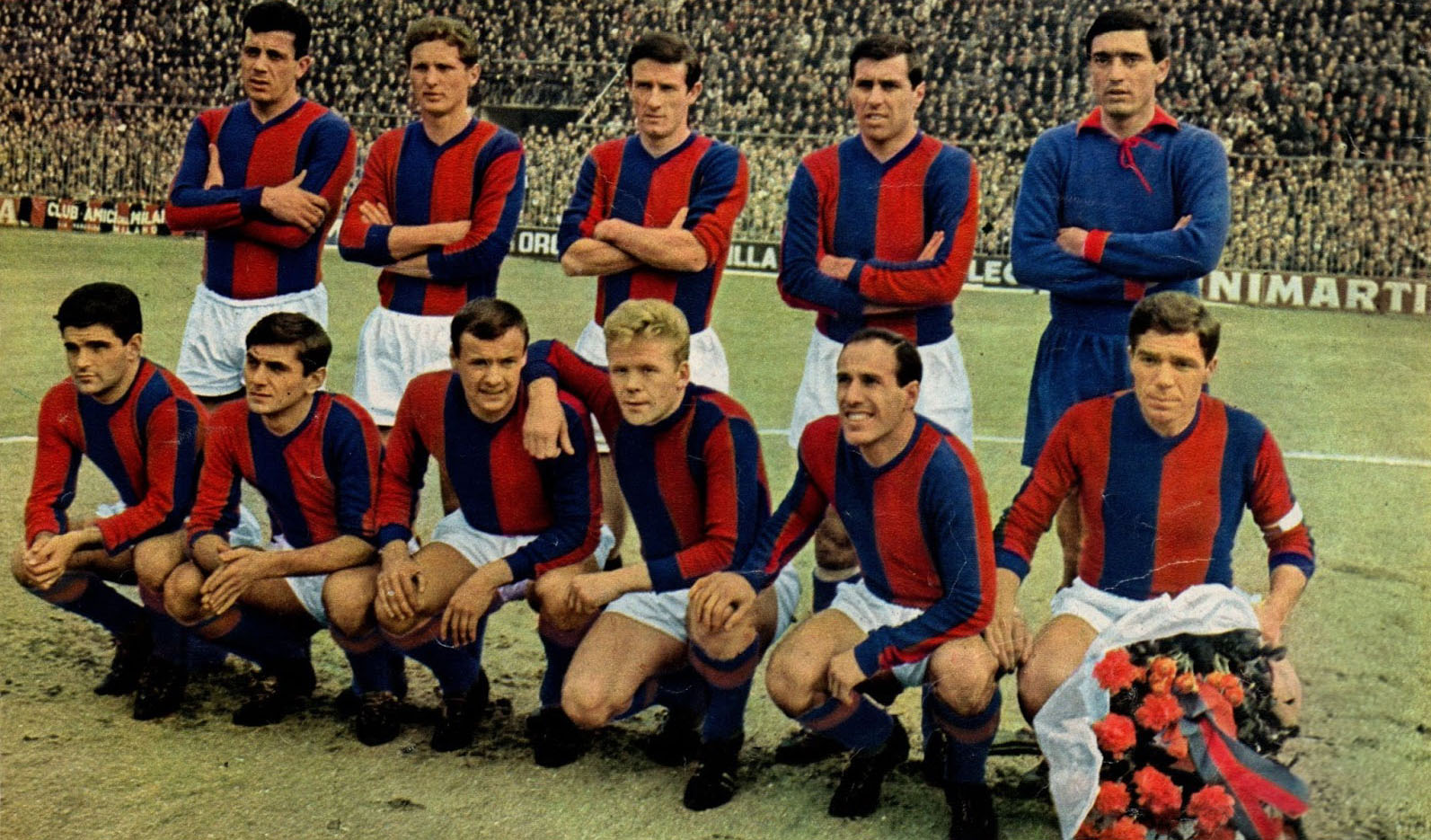
Il Bologna campione d'Italia per la settima volta nella sua storia 1963-1964.

Il campionato 1963-1964 rimase nella storia come un torneo avvincente; non solo perché si concluse – per l'unica volta nella storia del girone unico – allo spareggio, ma anche per la vittoria del Bologna di Fulvio Bernardini (che divenne il primo allenatore a vincere lo scudetto con due squadre diverse rispettivamente nelle stagioni 1955-1956 e 1963-1964, prime squadre non-torinesi e non-milanesi ad aggiudicarsi i Campionati italiani di calcio nel dopoguerra) dopo ventitré anni d'attesa, con lo scudetto ottenuto superando la Grande Inter (il club viola si piazzò al quarto posto in campionato, dietro al Milan). Nielsen vinse la classifica dei marcatori con 21 reti, dietro di lui Hamrin con 19 gol. Sempre in Serie A, il 29 settembre a Bologna i rossoblù si imposero per 2-0 (reti al 20' di Nielsen e 30' Bulgarelli), a Firenze il 16 febbraio un pareggio per 0-0. In Coppa Italia la Fiorentina arriva fino in semifinale, superando Palermo, Prato, Cagliari e Milan, perdendo solo ai rigori contro la Roma, Hamrin e Seminario con 4 reti diventano miglior marcatori del torneo, il Bologna si fermò ai quarti di finale. La viola partecipa anche alla Coppa Piano Rappan, finendo seconda nel girone di qualificazione, miglior marcatore della Coppa Hamrin con 5 reti. Il Bologna arrivò alla semifinale di Coppa Mitropa 1964.
Durante la prima giornata del campionato di Serie A 1964-1965 (il 13 settembre 1964) le "grandi" si ritrovarono in difficoltà: Milan e Juve furono bloccate sull'1-1 dalle siciliane Catania e Messina, il Bologna campione perse a Bergamo (5º posto per la Fiorentina, 6º posto per Bologna in campionato). La lotta per il titolo di capocannoniere si chiuse anch'essa con il trentaquattresimo turno: a Genova, Alberto Orlando (capocannoniere con 17 gol) segnò nel finale il gol della bandiera per la Fiorentina, che perse 4-1. 4º posto per Nielsen con 13 reti. Il danese il 28 marzo segnò il primo gol a Bologna, nella vittoria contro i gigliati per 3-1, reti di 55' Nielsen (B), 59' Hamrin (F), 72' Nielsen (B), 87' Tumburus (B); i petroniani quattro mesi prima avevano perso a Firenze 2-1, gol di 6' Pirovano (F), 19' Maraschi (B), 27' Maschio (F). In questa stagione i viola persero la finale di Coppa Mitropa 1965.

La Fiorentina vincitrice della Coppa Mitropa.

Il campionato iniziò il 5 settembre 1965, il 17 aprile, il Milan aveva ceduto ed era lontano, a 11 punti di distanza dall'Inter; il Napoli e il Bologna si ritrovavano seconde a 6 punti di distanza. Il finale mise in dubbio la vittoria dell'Inter, allorché due pareggi e una sconfitta nello scontro diretto contro il Bologna avvicinarono i rossoblù al primo posto. Due vittorie contro Juve e Lazio permisero ai nerazzurri, il 15 maggio, di vincere lo scudetto (per i veltri secondo posto). I gigliati giunsero quarti in campionato con loro i "vecchi" titolari Albertosi, Brizi, Ferrante, Brugnera, Bertini e Nuti, e i giovani De Sisti, Rogora, Merlo e Chiarugi formando un mix in cui mister Chiappella ha il compito di costruire una squadra che dimostrerà più avanti il suo effettivo valore. Capitano, un po' a sorpresa, ma sicuramente con pieno merito, diventa Kurt Hamrin, per un paio d'anni, fino a quella che sarà l'era di De Sisti. Alla presidenza, fino al 1971, Nello Baglini. Il Bologna vinse le due partite contro la Fiorentina, 21 novembre a Bologna 3-2, gol di 5' Nielsen (B), 68' Brugnera (F), 74' Brugnera (F), 80' Bulgarelli (B), 83' Pascutti (B); e il 3 aprile 3-1 a Firenze reti di 3' Vastola (B), 43' Morrone (F), 63' Haller (B), 70' Paganini (B). Nella stagione in corso i giovani viola si aggiudicano la terza Coppa Italia della storia della società gigliata superando in finale il Catanzaro. Hamrin diventa capocannoniere della Coppa, con 5 gol. Firenze quell'anno vinse anche la Coppa Mitropa. Hamrin viene premiato a fine partita contro il Wiener Sportklub, complessivamente in questo torneo realizza 17 gol dal 1960 al 1967. Inoltre la Fiorentina, fu la prima e unica squadra italiana ad aver conquistato, nella stessa stagione, un double continentale di rango minore, la Coppa Mitropa (ancorché trofeo non riconosciuto dall'Unione delle Federazioni Calcistiche Europee UEFA) e la Coppa Italia.
Nella stagione 1966-67 positivi furono i campionati di Bologna e Fiorentina, conclusi rispettivamente al 3º e 5º posto; il 20 novembre tra rossoblù e viola ci fu un 1-1, gol al 7' Brugnera (F), 29' Brizi aut.(F), a Firenze il 2 aprile un altro pareggio, sempre per 1-1, con reti di 7' Cosma (F), 26' Nielsen rig. (B). Nella Coppa Mitropa 1966-1967 il club gigliato arrivò in semifinale, i felsinei per la prima volta ai quarti di finale della Coppa delle Fiere 1966-1967.

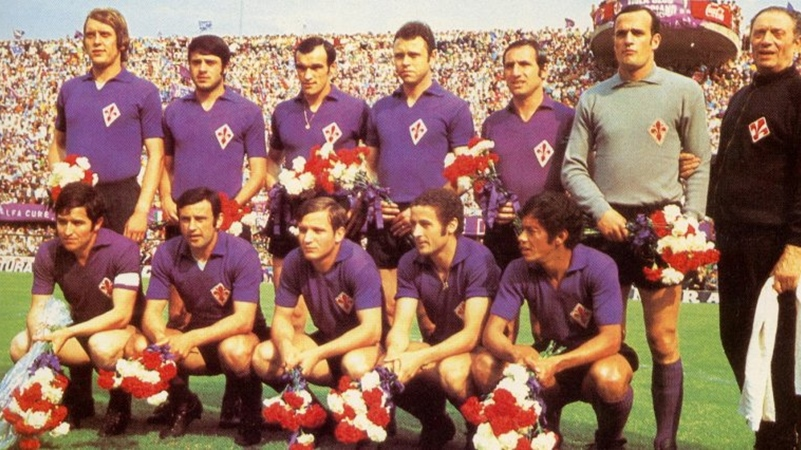
I gigliati per la seconda volta scudettati 1968-1969.

Nella Serie A 1967-1968, sono due i punti di distanza tra i due club, che chiusero il campionato al 4º e 5º posto. La Fiorentina vinse contro i petroniani 1-0, rete al 68' di Rogora a Bologna il 29 ottobre, i toscani vinsero con lo stesso risultato, a Firenze il 25 febbraio gol di Maraschi al 14'. I veltri arrivarono in questa stagione in semifinale di Coppa delle Fiere 1967-1968.
Nella stagione Serie A 1968-1969, col tempo si fece largo, dopo i primi tentennamenti iniziali del Cagliari, la veloce Fiorentina del nuovo allenatore Bruno Pesaola, artefice del secondo posto del Napoli l'anno prima. I viola agganciarono in testa il Cagliari il 12 gennaio, per poi pareggiare a Varese l'ultima gara d'andata e lasciare al Cagliari il platonico titolo di campione d'inverno. Col girone di ritorno iniziò la lotta per il titolo tra Cagliari, Fiorentina e Milan. Sembrò inizialmente che la vittoria toccasse ai sardi, ma il 9 marzo caddero all'Amsicora contro la Juventus. La Fiorentina superò la Lanerossi e andò in testa: da quel momento i viola non persero un colpo, riuscendo a tenere distanziate Cagliari e Milan. L'11 maggio, espugnando Torino, i viola si laurearono per la seconda volta nella loro storia Campioni d'Italia; come nel campionato 1955-56, i viola persero una sola partita, quella contro il Bologna (9º posto in campionato), registrando un'inedita imbattibilità in trasferta. Il 3 novembre i rossoblù sconfissero i futuri campioni d'Italia, a Firenze 3-1, 34' Muiesan (B), 40' Savoldi (B), 59' Maraschi (F), 82' Turra (B); a Bologna le due squadre il 2 marzo pareggiarono 0-0. Nella Coppa delle Alpi 1969 il club di Bologna perse la finale, e i fiorentini arrivarono agli ottavi di finale della Coppa delle Fiere 1968-1969.
Nel campionato di Serie A 1969-1970 la Fiorentina si piazza al quinto posto, decimo per il Bologna, tra le due squadre un pareggio in casa dei bolognesi il 9 novembre con rete di 31' Maraschi (F), 51' Chiarugi (F), 75' Muiesan (B), 79' Roversi (B), e l'8 marzo la vittoria dei petroniani, a Firenze 1-0 Savoldi 66' (B). In questa stagione il Bologna vinse la prima Coppa Italia (i viola si fermarono ai quarti di finale). La squadra di Firenze perse la finale di Coppa delle Alpi 1970.
Il derby era all'apice negli anni cinquanta, sessanta, settanta e novanta del secolo scorso. Indimenticabili le sfide tra Harald Nielsen e Kurt Hamrin, o quelle tra Giuseppe Signori e Gabriel Batistuta. Ci sono stati anche incidenti gravi tra le due tifoserie in passato, come ad esempio una bomba molotov del 18 giugno 1989 alla penultima giornata del campionato di Serie A, che venne lanciata dopo una fitta sassaiola all'interno di un vagone del treno che trasportava i sostenitori rossoblù verso il capoluogo toscano: vennero ferite varie persone tra cui gravemente un quattordicenne.
La vittoria più larga per il Bologna in casa propria è un 5-3 con doppietta di Puricelli del campionato 1940-41 quando a fine stagione i rossoblù vinsero lo scudetto ed i viola arrivarono terzi, mentre la vittoria più larga per la Fiorentina in trasferta è uno 0-4 del campionato 1958-59 con doppiette di Petris ed Hamrin. A campi invertiti, quindi a Firenze, la vittoria più larga per i gigliati fu un 6-3 sempre nel campionato 1958-59 con tripletta di Pivatelli per gli emiliani e doppietta di Lojacono per i toscani, mentre la vittoria più larga per i rossoblù fu un 2-5 del 1941-42 con doppiette bolognesi di Puricelli e Biavati. Nel 1998-99 le due formazioni si affrontarono anche in semifinale di Coppa Italia dove ebbero la meglio i viola, qualificandosi alla finale in virtù di una vittoria per 0-2 a Bologna ed un pareggio per 2-2 a Firenze dopo i supplementari.

## Statistiche
La tabella sotto riportata, aggiornata al 18 maggio 2025, si riferisce alle partite giocate in totale, escluse le amichevoli, tra Bologna e Fiorentina.
|                      | Gare | Vittorie Bologna | Pareggi | Vittorie Fiorentina | Gol Bologna | Gol Fiorentina |
| -------------------- | ---- | ---------------- | ------- | ------------------- | ----------- | -------------- |
| Divisione Nazionale  | 2    | 2                | 0       | 0                   | 6           | 2              |
| Serie A              | 150  | 44               | 46      | 59                  | 160         | 194            |
| Coppa Italia         | 11   | 3                | 5       | 3                   | 16          | 18             |
| Coppa Anglo-Italiana | 2    | 0                | 1       | 1                   | 2           | 3              |
| Totale               | 165  | 49               | 52      | 63                  | 184         | 217            |